# Нуржанкорган
Нуржанкорга́н (каз. Нұржанқорған) — село у складі Сайрамського району Туркестанської області Казахстану. Входить до складу Ариського сільського округу.
Населення — 3084 особи (2021; 2221 у 2009, 1630 у 1999, 2844 у 1989).
26 березня 2015 року до села було приєднано територію площею 2,55 км².